# Les Demoiselles à la rivière
Les Demoiselles à la rivière est un tableau réalisé par le peintre français Henri Matisse de 1909 à 1917. Cette huile sur toile représente quatre femmes nues. Elle est conservée à l'Art Institute of Chicago, à Chicago.